# Woodia
Woodia es un género de plantas fanerógamas de la familia Apocynaceae. Contiene seis especies. Es originario de Sudáfrica.

## Descripción
Son hierbas erectas de 15-25 cm de altura, ramificadas a poco ramificadas (basal), el látex de color blanco. Los brotes a lo largo de una sola línea de  4-7 cm de largo, 1.5-3.5 cm de ancho, ovadas a oblongas o lanceoladas, basalmente redondeada, ápice agudo.
Las inflorescencias son extra-axilares y terminales, solitarias, casi tan largas como las hojas adyacentes, con 4-8, pedúnculos de flores, simples,  casi tan largos como los pedicelos, puberulous, a lo largo de una sola línea; pubescentes, a lo largo de una sola línea.

## Taxonomía
El género fue descrito por Rudolf Schlechter y publicado en Botanische Jahrbücher für Systematik, Pflanzengeschichte und Pflanzengeographie 18(Beibl. 45): 30. 1894.

## Especies
- Woodia marginata Schltr.
- Woodia mucronata N.E.Br.
- Woodia singularis N.E.Br.
- Woodia trifurcata Schltr.
- Woodia trilobata Schltr.
- Woodia verruculosa Schltr.